# Молекулярно-кинетическая теория
Молекуля́рно-кинети́ческая тео́рия (МКТ) — физическая теория, созданная в XIX в., рассматривающая строение вещества, в основном газов, с точки зрения трёх основных приближённо верных положений:

Движение молекул идеального газа (показаны два сорта молекул) в сосуде. Температура определяется средней кинетической энергией молекул.

- все тела состоят из частиц: атомов, молекул и ионов;
- частицы находятся в непрерывном хаотическом движении (тепловом);
- частицы взаимодействуют друг с другом путём абсолютно упругих столкновений.

МКТ стала одной из самых успешных физических теорий и была подтверждена многочисленными опытными фактами. Главным доказательством состоятельности МКТ явилось объяснение на её основе таких явлений как диффузия, броуновское движение и изменение агрегатных состояний вещества.
На базе МКТ развит ряд разделов современной физики, в частности, физическая кинетика и статистическая механика. В этих разделах изучаются не только молекулярные (атомные или ионные) системы, находящиеся не только в «тепловом» движении, и взаимодействующие не только через абсолютно упругие столкновения. Термин же молекулярно-кинетическая теория в современной теоретической физике уже практически не используется, хотя он встречается в учебниках по курсу общей физики.

## История теории
Началом становления МКТ послужила теория М. В. Ломоносова. Ломоносов опытным путём опроверг теории о теплороде и флогистоне, подготовив тем самым молекулярно-кинетическую теорию XIX века Рудольфа Клаузиуса, Людвига Больцмана и Джеймса Максвелла.

## Основное уравнение МКТ
Основное уравнение МКТ  имеет вид
{\displaystyle P={\frac {1}{3}}mn{\overline {v^{2}}}}.
Оно связывает макроскопические параметры (такие как давление {\displaystyle P}, объём {\displaystyle V}, температура {\displaystyle T}) газа с микроскопическими (масса частиц, средняя скорость их движения). В приведённой формуле {\displaystyle m} — масса одной молекулы газа, {\displaystyle n} (м-3) — концентрация молекул, {\displaystyle {\overline {v^{2}}}} — средний квадрат скорости молекул. Уравнение может быть переписано так, чтобы {\displaystyle V} и {\displaystyle T} в него входили явно.
Релятивистское выражение для этой формулы
{\displaystyle P={\frac {2\rho c^{2}}{3}}\left((1-{\overline {v^{2}}}/c^{2})^{-1/2}-1\right)},
где {\displaystyle \rho =mn} — плотность движущегося вещества, {\displaystyle c} — скорость света. В пределе малых скоростей выражение превращается в {\displaystyle P\approx \rho {\overline {v^{2}}}/3}.

## Вывод основного уравнения
Пусть имеется кубический сосуд с ребром длиной {\displaystyle L} и одна частица массой {\displaystyle m} в нём. Введя координатные оси так, чтобы они были параллельны рёбрам куба, рассмотрим движение частицы вдоль оси {\displaystyle x} и соударения с одной из граней (стенок), параллельных плоскости {\displaystyle yz}. 
Обозначим компоненту скорости движения вдоль оси {\displaystyle x} через {\displaystyle v_{x}}. Модуль этой компоненты неизменен всё время, но знак меняется при соударениях со стенкой.  {\displaystyle x}-составляющая импульса частицы до её столкновения со стенкой равна {\displaystyle mv_{x}}, а после столкновения {\displaystyle -mv_{x}}, поэтому стенке передаётся импульс
{\displaystyle \Delta p=2m|v_{x}|}.
Время, через которое частица сталкивается с одной и той же стенкой: 
{\displaystyle \Delta t={\frac {2L}{|v_{x}|}}}.
Сила, действующая со стороны частицы на стенку, равна нулю всё время, кроме момента удара, в модели считаемого бесконечно коротким, когда эта сила бесконечна. Поэтому можно говорить не о «мгновенной», а об эффективной силе:
{\displaystyle F={\frac {\Delta p}{\Delta t}}={\frac {mv_{x}^{2}}{L}}}.

Если в сосуде не одна, а {\displaystyle N} не взаимодействующих между собой частиц, то сила будет суммироваться по всем частицам. При этом, по-прежнему, модуль {\displaystyle x}-проекции скорости отдельной частицы неизменен, но для разных частиц различен. Соответственно, появляется усреднение квадрата проекции скорости:
{\displaystyle F_{\Sigma }=F_{1}+F_{2}+\ldots +F_{N}={\frac {Nm{\overline {v_{x}^{2}}}}{L}}}.
Скорость частицы состоит из трёх компонент, и из теоремы Пифагора {\displaystyle v^{2}=v_{x}^{2}+v_{y}^{2}+v_{z}^{2}}. Это равенство можно усреднить по всем частицам: 
{\displaystyle {\overline {v^{2}}}={\overline {v_{x}^{2}}}+{\overline {v_{y}^{2}}}+{\overline {v_{z}^{2}}}},
причём, ввиду эквивалентности направлений, три члена в правой части обязаны быть одинаковыми. В результате 
{\displaystyle {\overline {v_{x}^{2}}}={\frac {1}{3}}\,{\overline {v^{2}}}},
после чего получается
{\displaystyle F_{\Sigma }={\frac {Nm{\overline {v^{2}}}}{3L}}}.
Если учесть, что давление есть сила на единицу площади, а {\displaystyle S=L^{2}}, имеем
{\displaystyle P={\frac {F_{\Sigma }}{S}}={\frac {Nm{\overline {v^{2}}}}{3L^{3}}}={\frac {Nm{\overline {v^{2}}}}{3V}}},
где {\displaystyle V} — объём рассмотренного кубического сосуда. Это и есть основное уравнение МКТ, поскольку {\displaystyle N/V=n}.

## Температура в уравнении МКТ
Кинетическая энергия движения {\displaystyle N} молекул газа может быть записана как
{\displaystyle K_{\Sigma }=N{\frac {1}{2}}m{\overline {v^{2}}}=N{\overline {\frac {mv^{2}}{2}}}=N{\overline {K}}},
где через {\displaystyle K} обозначена кинетическая энергия одной частицы. В этих обозначениях основное уравнение МКТ переписывается в виде
{\displaystyle PV={\frac {2}{3}}K_{\Sigma }}.
Согласно уравнению состояния идеального газа,
{\displaystyle PV=Nk_{B}T},
где {\displaystyle T} — температура. а {\displaystyle k_{B}} — постоянная Больцмана. Из сравнения двух последних выражений видно, что 
{\displaystyle {\overline {K}}={\frac {3}{2}}\,k_{B}T},
то есть что температура выступает мерой средней кинетической энергии частиц. 
При потребности в формулах можно провести преобразования с использованием соотношений для количества вещества (числа молей) {\displaystyle \nu =N/N_{A}} ({\displaystyle N_{A}} — постоянная Авогадро) и газовой постоянной {\displaystyle R=N_{A}k_{B}}.

## Средняя скорость частиц
Понятием «средняя скорость» охватывается несколько величин. Одна из средних скоростей, так называемая среднеквадратичная скорость, — это корень из среднего квадрата скорости:
{\displaystyle {\overline {v_{q}}}={\sqrt {\overline {v^{2}}}}}.
Она может быть выписана на основе уравнений выше, учитывая, что там фигурировала {\displaystyle {\overline {v^{2}}}}, а именно:
{\displaystyle {\overline {v_{q}}}={\sqrt {\frac {3k_{B}T}{m}}}}.
Если учесть, что {\displaystyle N_{A}m=M}, где {\displaystyle M} — молярная масса газа, получим
{\displaystyle {\overline {v_{q}}}={\sqrt {\frac {3k_{B}TN_{A}}{M}}}}.
Другие средние скорости (например, средний модуль скорости) не могут быть определены таким образом, для их нахождения используется распределение Максвелла.